# Юлійські Альпи

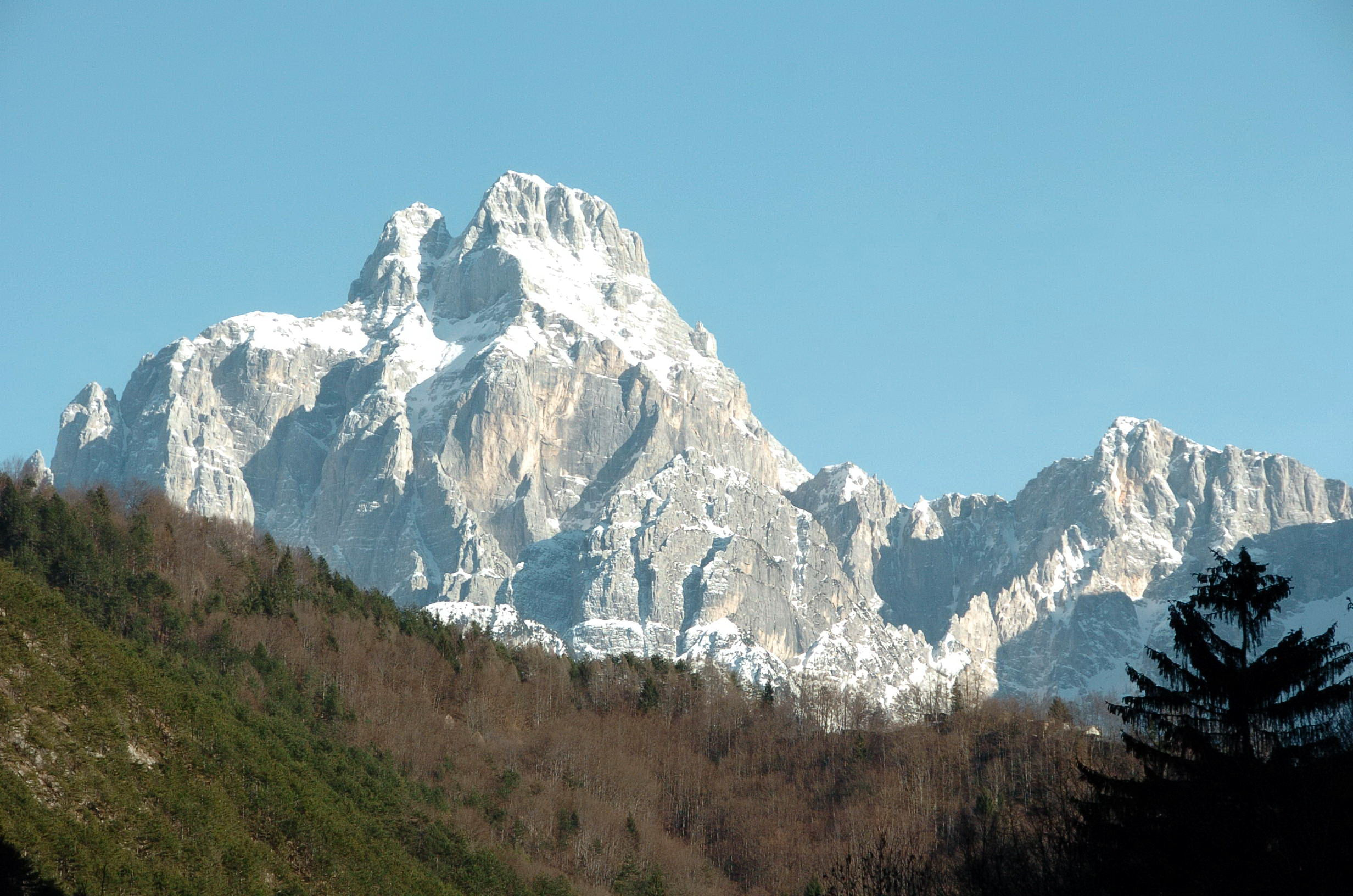
Юлійські Альпи

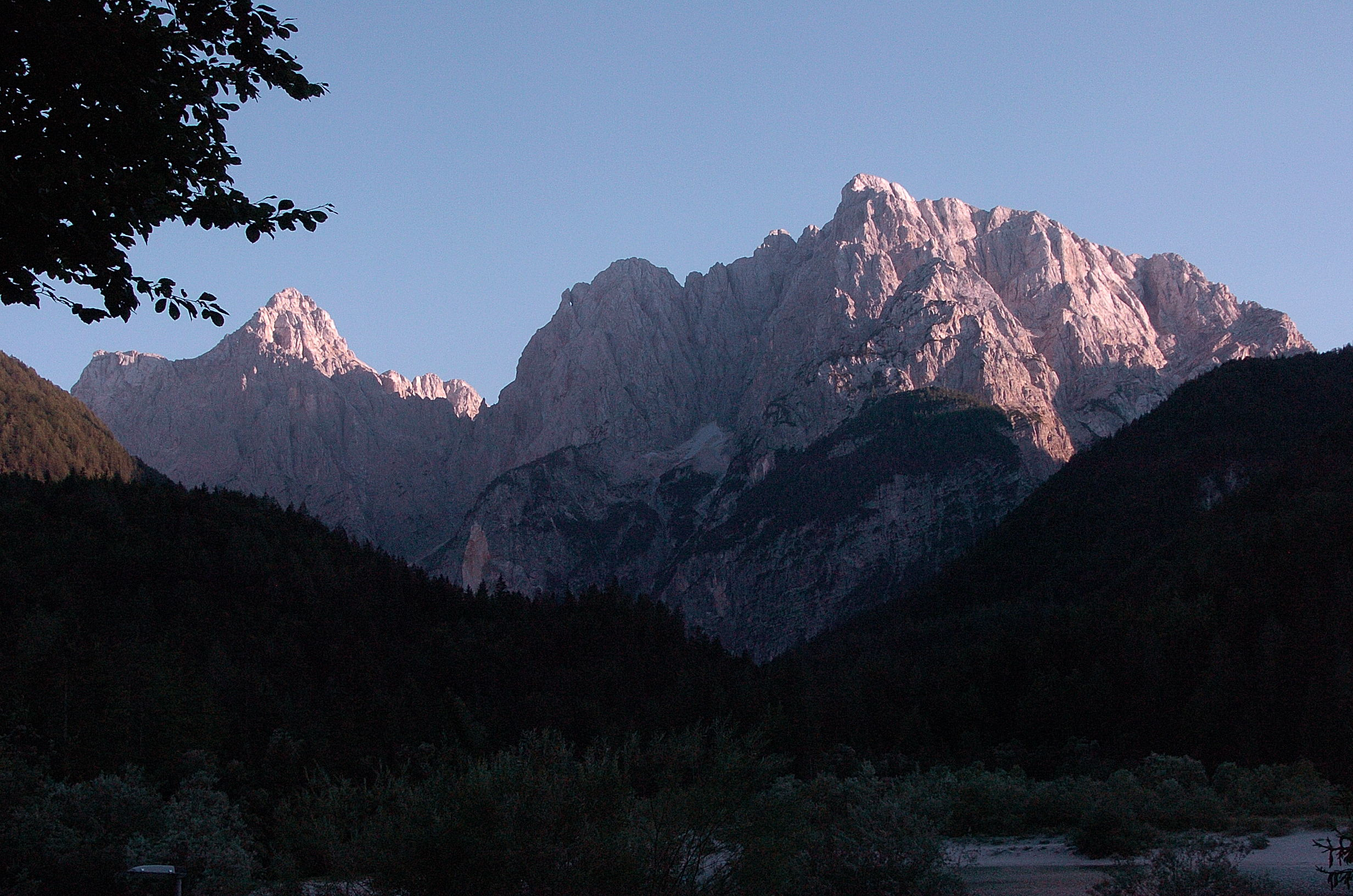
Разор

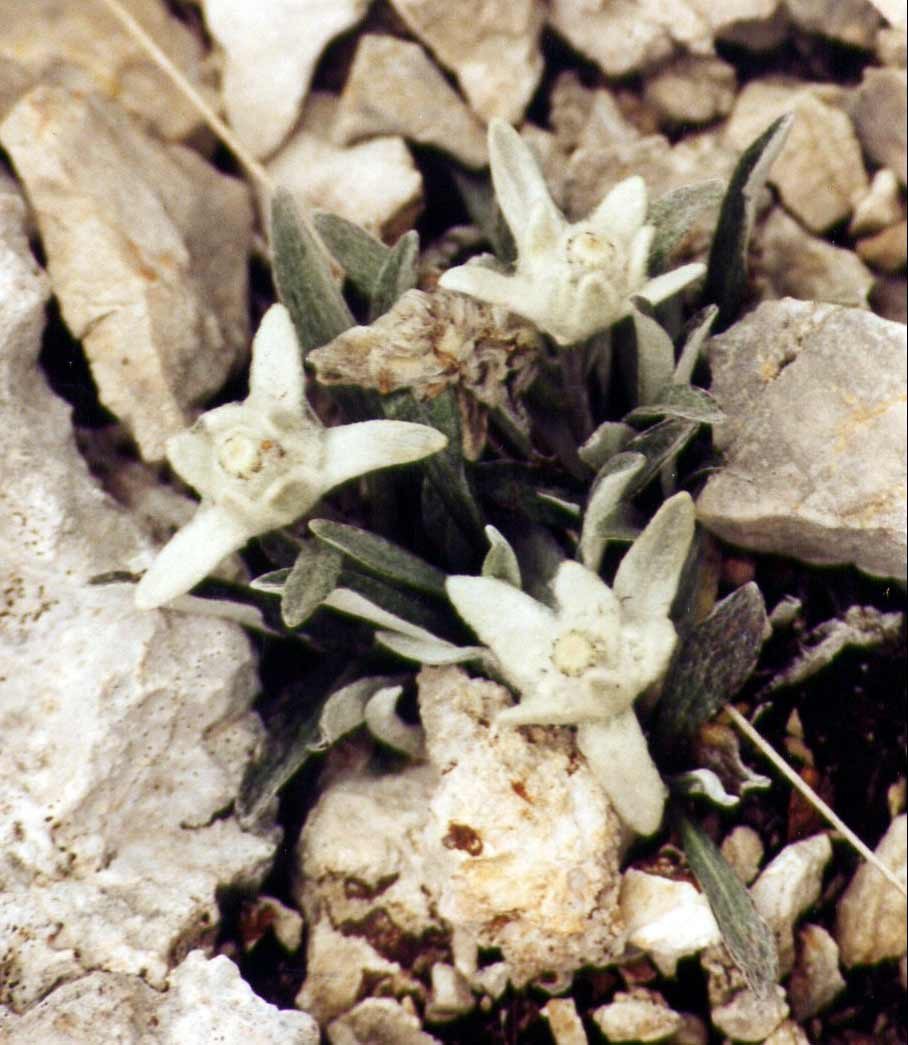
Едельвейс, Юлійські Альпи, Словенія

Юлійські Альпи (словен. Julijske Alpe, італ. Alpi Giulie) — гірський хребет, відріг Альп, розташований в італійському регіоні Фріулі-Венеція-Джулія, а також в словенській місцевості Країна. Належить до Східних Альп.
Назва гір походить від Гая Юлія Цезаря, що заснував в околиці Фріулі і західної Крайни римську провінцію зі столицею Чивідале. У давнину поняття Юлійські Альпи охоплювало також гори, розташовані далі на південь. До них відносилися ті, що знаходяться сучасній Словенії, Терновський ліс, а також плато Грушица.

## Природа Юлійських Альп
Юлійські Альпи вельми крутий хребет з вершинами, що сягають 2750 м. Найбільш високою горою Юлійських Альп є гора Триглав з висотою 2863 м, що є одночасно найвищою точкою Словенії. Існують деякі розсіяні по всій території Юлійських Альп льодовики. Ущелина Рабель розділяє Юлійські Альпи на східну і західну частину.
Довжина близько 100 км.
Складені головним чином вапняками, розвинений карст.
До висоти 1800—1900 м — широколисті і хвойні ліси, вище — гірські луки.

## Головні піки Юлійських Альп
- Триглав 2864 м
- Монтаж 2754 м
- Шкрлатица 2740 м
- Мангарт 2677 м
- Яловец 2645 м
- Разор 2602 м
- Канін 2585 м
- Канявец 2568 м
- Присойник 2547 м
- Мала Мойстровка 2332 м
- Струг 2265 м